# Ormonde
El monte Ormonde es una sierra volcánica submarina, que pertenece al archipiélago de Madeira, (Portugal) a pesar de su lejanía. También es llamado Banco Gorringe. 

## Vulcanismo
Es una sierra volcánica formado por muchos estratovolcanes con grandes calderas erosionadas por la presión del mar. Está compuesto de rocas volcánicas, la mayor fonolitas. En esta zona la sismicidad es alta.

## Aspectos ambientales
Esta sierra es rica en fauna y su flora. Abunda muchos peces; algunos de ellos, amenazados por la culpa de la pesca; y muchos tipos de algas. Su gran importancia ecológica ha hecho que sea una zona protegida. Es una buena zona para la práctica del submarinismo.